# Ludwig Salomon Hennefuß
Ludwig Salomon Hennefuß (* um 1739; † 29. November 1819 in Berlin) war ein Orgel- und Instrumentenbauer in Berlin.

## Leben
Der Name deutet auf eine jüdische Herkunft. Ludwig Salomon Hennefuß war seit 1770 als musicalischer Instrumentenmacher in Berlin tätig. 1812 wohnte er in der Frankfurter Straße 57. Er wurde auf dem Friedhof St. Georgen begraben. Seine Witwe wohnte 1822 in der Landsberger Straße 18.
Der Sohn Johann Ludwig Bernhard Hennefuß war ebenfalls Instrumentenmacher. Ein Clavichord von ihm befindet sich im Musikinstrumentenmuseum Berlin (Nr. 959). 1835 besaß er das Haus Frankfurter Straße 80.

## Werke (Auswahl)
Von Ludwig Salomon Hennefuß sind einige wenige Orgelneubauten und Reparaturen in Berlin und Umgebung bekannt. Erhalten sind der Prospekt und einige Teile der ihm zugeschriebenen Orgel, die sich heute in Ruhlsdorf befindet.
| Jahr        | Ort                    | Gebäude                | Bild | Manuale | Register | Bemerkungen |
| ----------- | ---------------------- | ---------------------- | ---- | ------- | -------- | --- |
| 1786        | Lindow                 | Kirche                 |      | I       | 6        | ? |
| 1793        | Blankenburg bei Berlin | Dorfkirche Blankenburg |      | I       | 5        | ersetzt durch Dinse-Orgel |
| um 1800     | Berlin                 | Realschule             |      | I       | ?        | Positiv, 1807 in Dreifaltigkeitskirche als Leihgabe, 1811 repariert von Hennefuß                                                                                       |
| um 1800 (?) | Zerpenschleuse         | Dorfkirche             |      | I       | 6 ?      | Positiv, Zuschreibung, 1848 an die Dorfkirche Ruhlsdorf (Barnim) verschenkt, 1858 Pedaleinbau durch Wilhelm Müller auf I/P, 7, danach weitere Umbauten und Reparaturen |
| 1802        | Nowawes bei Potsdam    | Friedrichskirche       |      | I       | 10       | ohne Pedal, 1913 ersetzt durch Schuke-Orgel |
| ?           | Berlin                 | Privat Hennefuß        |      | I       | 7        | 1820 im Nachlass aufgeführt |

Weitere Arbeiten
- 1788, 1806 Berlin, Arbeitshaus Kirche, Reparaturen
- vor 1793 Malchow bei Berlin, Reparaturen